# Bataille de Frastanz

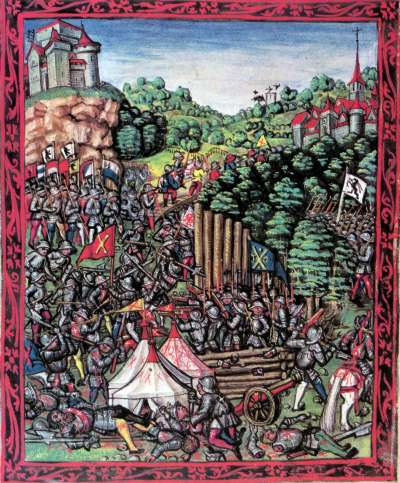
Bataille de Frastanz.

La bataille de Frastanz est un épisode de la guerre de Souabe entre les Confédérés suisses et les forces de Maximilien Ier le 20 avril 1499. La bataille fut une victoire pour les Suisses.